# Glas-in-loodcompositie IX
Glas-in-loodcompositie IX is een glas-in-loodraam ontworpen door Theo van Doesburg. Van het raam bestaan verschillende exemplaren: één in Stedelijk Museum De Lakenhal in Leiden en een onbekend aantal in verschillende privéverzamelingen.

## Beschrijving

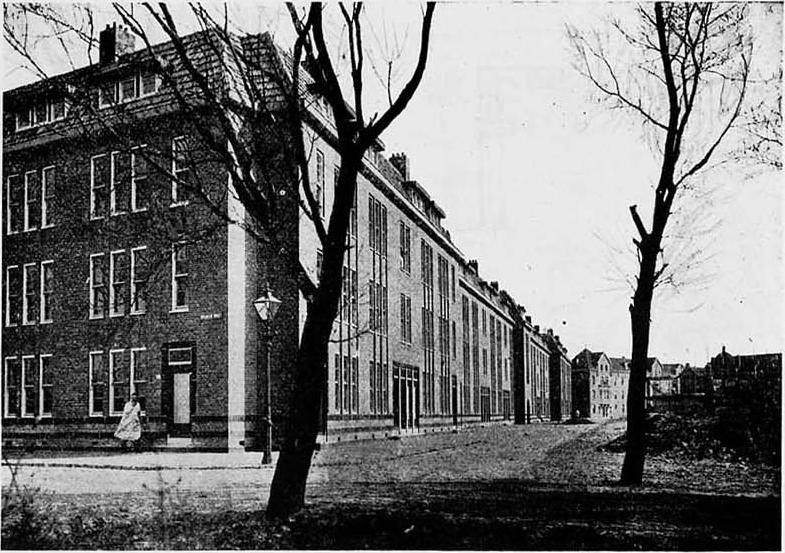
J.J.P. Oud. Woningblok V, Spangen (Rotterdam). 1918-1920.

Glas-in-loodcompositie IX is samen met Glas-in-loodcompositie VIII, dat uit een vergelijkbaar rechthoekig patroon bestaat, ontworpen als bovenlicht van de voordeuren van woningblokken I en V in de Rotterdamse wijk Spangen, ontworpen door architect J.J.P. Oud. In Van Doesburgs portfolio komt Glas-in-loodcompositie IX voor boven een reproductie van een tekening van een boot in een gracht. Van Doesburg tekende dit uitzicht vanuit zijn atelier aan het Kort Galgewater in Leiden, waar hij van april 1917 tot juni 1920 werkte. Men gaat ervan uit dat Van Doesburg deze tekening gebruikte als uitgangspunt voor het glas-in-loodraam. In de periode 1916-1919 maakte Van Doesburg regelmatig gebruik van motieven uit de werkelijkheid voor zijn abstracte composities (zie ook Compositie in dissonanten). Het is echter ook mogelijk dat het raam ontleend is aan een drietal tekeningen met hetzelfde onderwerp, maar met een andere samenstelling. Twee van deze tekeningen bevinden zich tegenwoordig in het Stedelijk Museum De Lakenhal; de derde in een privéverzameling in Zwitserland.

## Datering

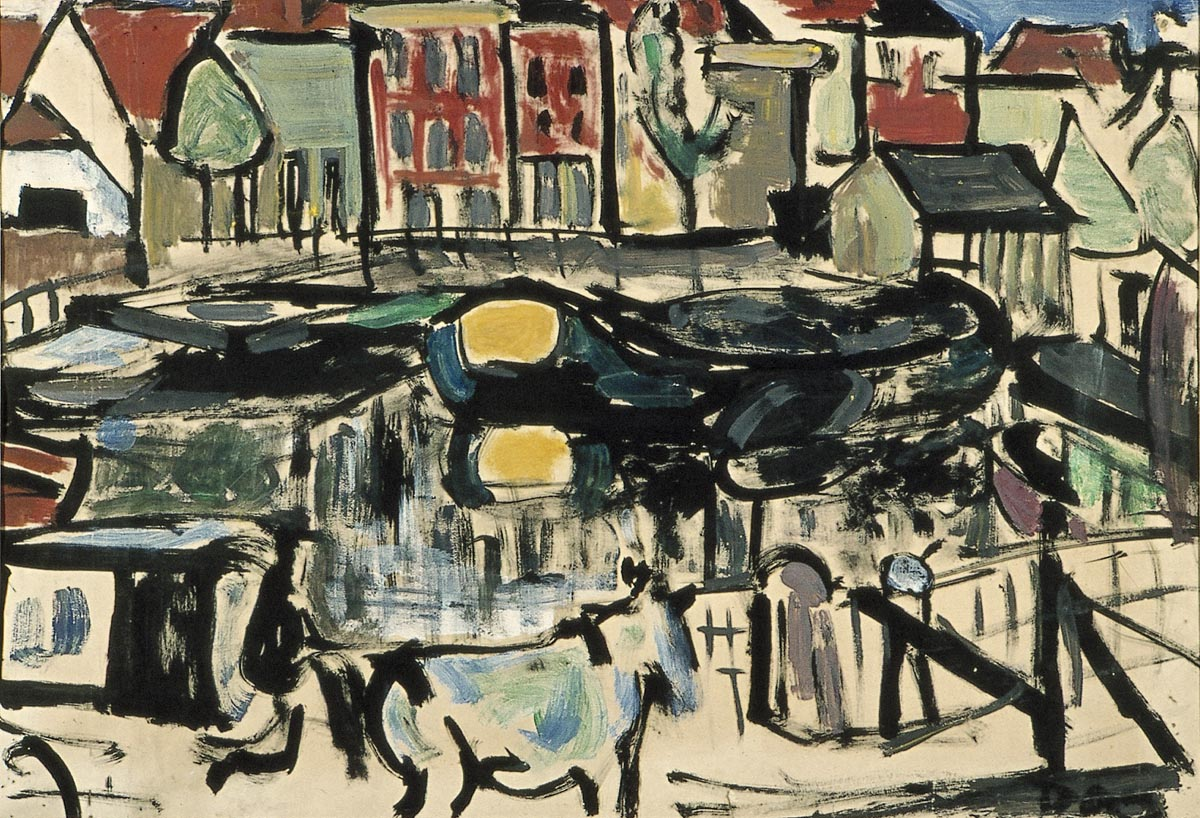
Theo van Doesburg. Stadsgezicht met boot (Leiden). 1917-18. Gouache op papier. 42,5 × 62 cm. Leiden, Stedelijk Museum De Lakenhal.

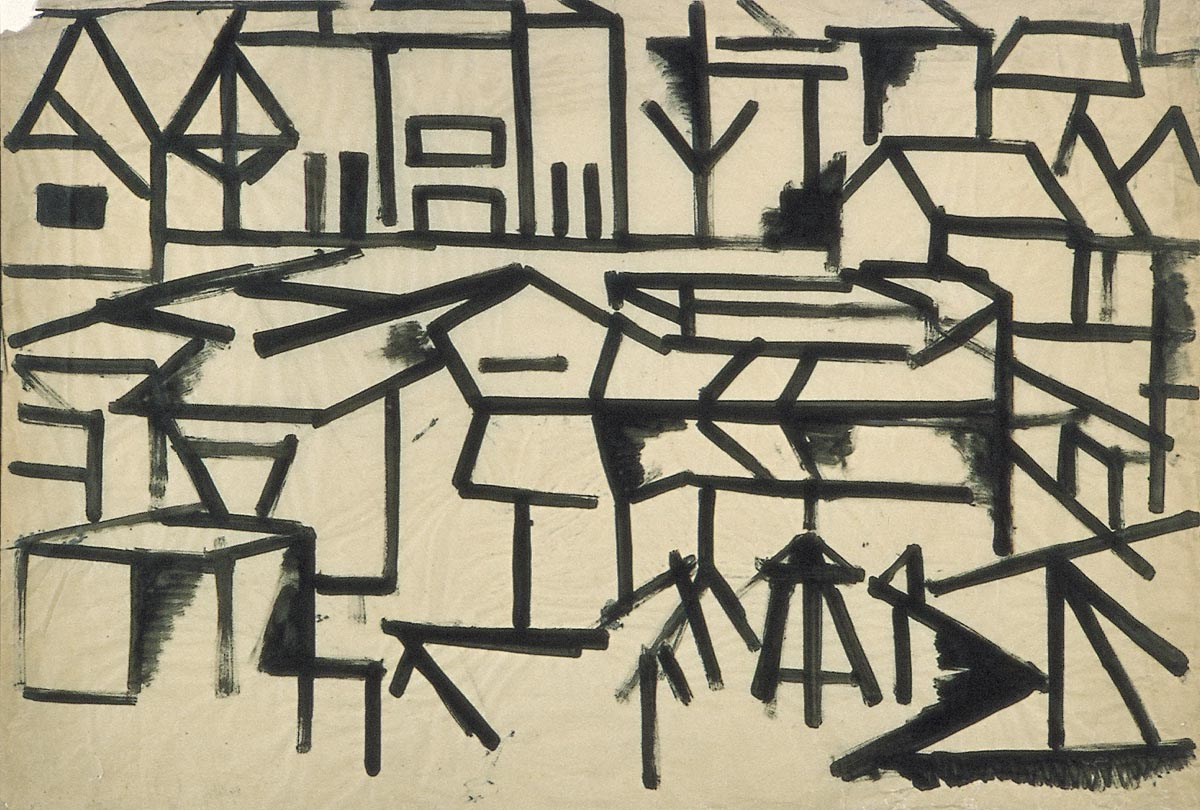
Theo van Doesburg. Stadsgezicht met boot (Leiden). 1917-18. Gouache op papier. 44,5 × 65 cm. Leiden, Stedelijk Museum De Lakenhal.

Van Doesburg begon zijn ontwerp voor Glas-in-loodcompositie VIII en IX in oktober 1918. Op 12 oktober schreef hij in een brief aan oud: ‘[Ik] ga volgende week aan de ramen beginnen’. Op 8 november 1918 schreef hij Oud dat hij al ‘enige studies’ voltooid had met als onderwerp de Blauwpoortsbrug in Leiden. De plaatsing van de ramen vond najaar 1919 plaats. Op 21 oktober 1919 geeft Van Doesburg Oud aanwijzingen voor correcte plaatsing. De ramen zijn om en om gespiegeld geplaatst. Voor woningblokken I en IV maakte Van Doesburg in 1919 ook kleurontwerpen voor interieur en exterieur.

## Herkomst
De ramen zijn gemaakt in opdracht van het Gemeentelijk Woningbedrijf Rotterdam. In 1989 werden de ramen uit de woningen verwijderd. Vervolgens werden 18 exemplaren gerestaureerd, waarvan zes exemplaren (vijfmaal Glas-in-loodcompositie VIII en eenmaal Glas-in-loodcompositie IX) aan de Rijksdienst Beeldende Kunst (nu Rijksdienst voor het Cultureel Erfgoed) werden geschonken en 12 exemplaren in privéverzamelingen terechtkwamen.